# Saint Kitts
Saint Kitts (cũng gọi với tên chính thức hơn là Đảo Saint Christopher (Saint-Christophe trong tiếng Pháp) là một hòn đảo tại Tây Ấn. Phía tây của đảo là biển Caribe, và phía đông là Đại Tây Dương. Saint Kitts và hòn đảo láng giềng Nevis tạo thành đảo quốc Saint Kitts và Nevis.
Đây là một hòn đảo thuộc quần đảo Leeward tại Tiểu Antilles. Đảo nằm cách 2.100 km (1.300 mi) về phía đông nam của Miami, Florida. Diện tích đất liền của St. Kitts là khoảng 168 km2 (65 dặm vuông Anh), dài khoảng 29 km (18 mi) và chiều ngang trung bình là 8 km (5,0 mi).
Saint Kitts có số dân khoảng 35.000 người, phần lớn trong số đó là người gốc Phi. Ngôn ngữ chính là tiếng Anh với tỉ lệ biết chữ xấp xỉ 98%..
Vườn quốc gia Pháo đài Đồi Brimstone là một Di sản thế giới của UNESCO, là pháo đài lớn nhất từng được xây dựng ở Đông Caribe. Hòn đảo Saint Kitts có Sân vận động Cricket Warner Park, từng tổ chức các trận đấu trong Cúp Cricket Thế giới năm 2007. Saint Kitts cũng có một số cơ sở giáo dục cấp cao.
Có 9 giáo xứ tại St. Kitts:
- Christ Church Nichola Town
- Saint Anne Sandy Point
- Saint George Basseterre
- Saint John Capisterre
- Saint Mary Cayon
- Saint Paul Capisterre
- Saint Peter Basseterre
- Saint Thomas Middle Island
- Trinity Palmetto Point